# 휴대 전화 중독

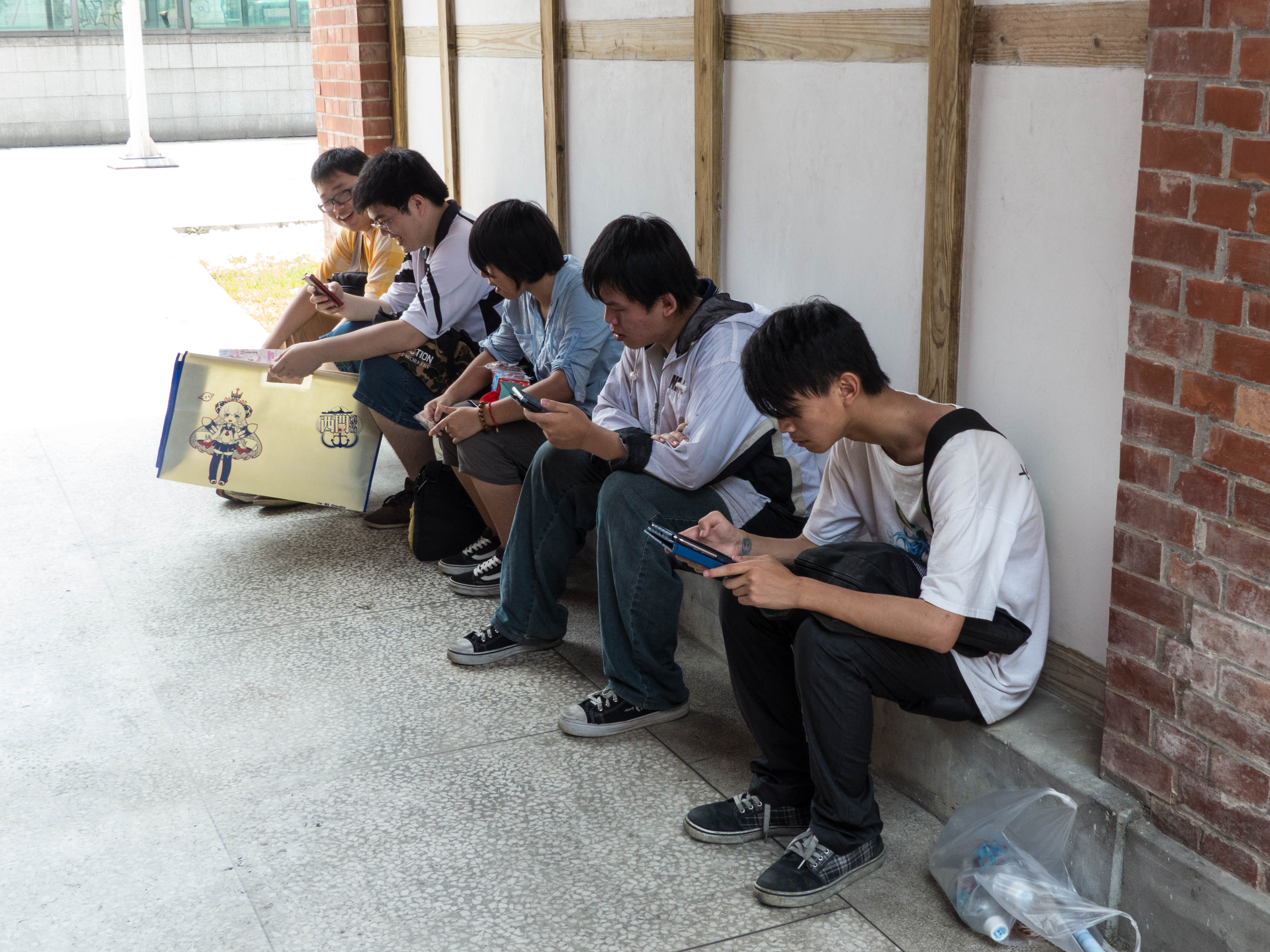
휴대폰을 사용 중인 사람들의 모습

휴대전화 중독(영어: Problematic smartphone use)은 일상 생활을 간섭할 정도로 휴대전화를 과다하게 사용하는 장애를 가리킨다. 개인용 통신기기가 제공하는 서비스에 과도하게 몰두하여, 일상생활이나 수면, 정신건강 등에 지장을 초래할 정도로 되어있는 상태를 말한다. 휴대전화 중독이 정신적으로 공격성을 유발하고 우울감, 불안감을 높일 수 있다는 연구가 있다.
문제가 되는 사용에는 휴대폰으로 커뮤니케이션 하는 것에 대한 집착, 휴대폰에 과도한 돈이나 시간을 소비하는 것, 자동차 운전과 같이 사회적으로나 신체적으로 부적절한 상황에서 휴대폰을 사용하는 것 등이 포함된다. 휴대 전화 사용이 늘어나면서 늘어나면 인간관계에 악영향을 미치고, 정신적, 육체적 건강이 저하되며, 휴대전화나 신호가 충분하지 않을 때 불안이 커질 수 있다. 특히 3~11세 사이의 유아들은 스마트폰 사용으로 문제가 생길 확률이 가장 높다.
특히 현대 사회에 들어 기업들과 유튜버와 같은 크리에이터들이 소셜 미디어나 OTT 서비스에 빠른 시간에 만족감을 줄 수 있는, 다양한 콘텐츠를 양산하면서 쉽게 도파민에 노출할 수 있는 환경이 조성됨에 따라 현대인들의 휴대폰에 대한 의존도가 지속적으로 증가하게 되는 원인이 되었다.

## 유행

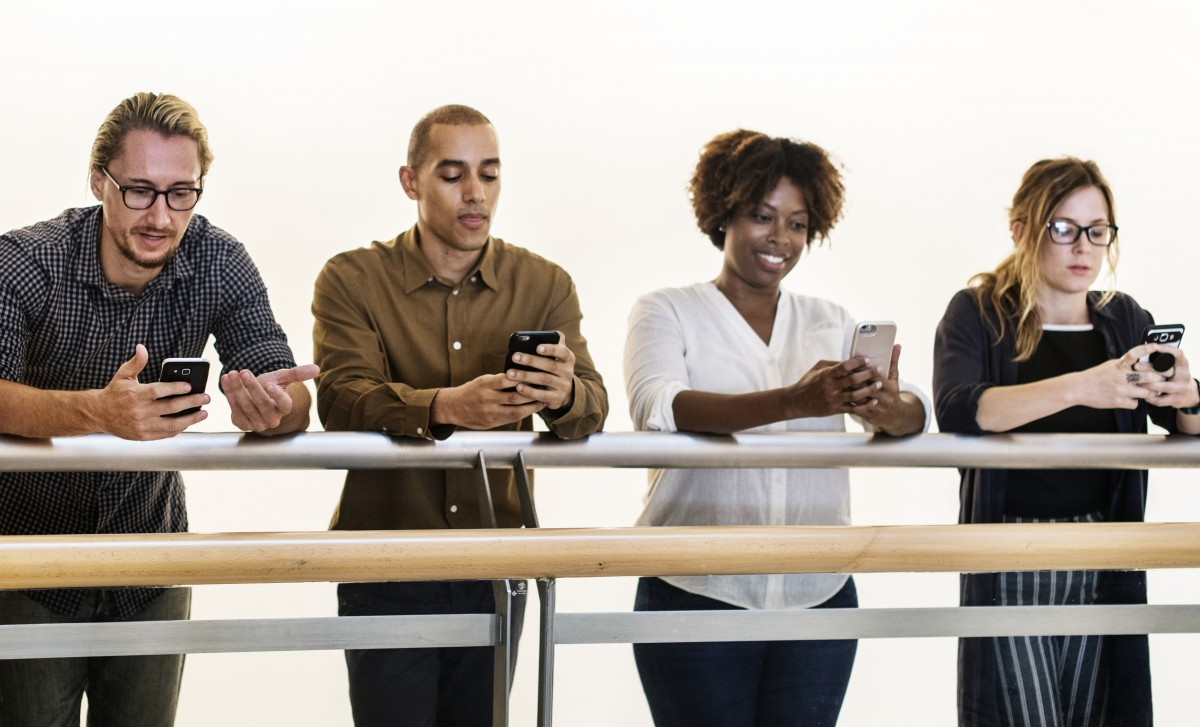
휴대 전화를 이용하는 사람들

전자기기의 남용의 확산에 대한 국제적 추정치는 국가별로 현저한 차이가 있으며 시간이 지남에 따라 증가하는 등 상황이 각각 다르다
휴대 전화의 중독의 유행은 정의와 행동을 정량화하는 데 사용되는 척도에 따라 크게 달라진다. 성인과 청소년 집단에서 사용되는 두개의 주요 척도로는 자가 진단 형식의 휴대폰 문제 사용 척도(PUMP) 척도와 휴대폰 문제 사용 척도(MPPUS)가 존재한다. 사용된 척도와 정의에 따라 문제가 되는 인구의 연령, 성별, 비율에 차이가 존재한다. 2014년 연구 결과에 따라 예를 들자면, 영국에서는 10%의 청소년층이 휴대폰 중독 증세를 겪지만 인도에서는 이 연령층의 39~44%가 중독 증세를 겪고 있다. 다양한 진단 기준을 통해 밝혀진 추정 유병율은 0%에서 38% 사이이며, 자가 진단의 결과에서는 연구에서 추정된 유병률을 초과하는 것으로 나타났다.
대한민국에서는 유사한 인터넷 중독의 발병률은 4.9%-10.7%이며, 2024년에는 대한민국 국민의 4명중 한명이 스마트폰에 중독되었다는 조사 결과도 있을 만큼 심각한 사회적 문제가 되었다. 한국에서 실시한 설문 조사에서도 청소년들이 성인이 되어 '휴대폰 중독'을 인정할 가능성이 두 배 더 높은 것으로 나타났으며, 또한 스마트폰 통신이 삶의 중요한 부분이 되었고 사회적 관계를 유지하는 중요한 방법이 되었다고 믿고 있다. . 추가적으로 대한민국에서 스마트폰 중독의 진단 방법으로 사용하는 도구로는 한국 청소년 인터넷 중독 척도(K-scale), 스마트폰 중독 척도(SAS-SV), 스마트폰 중독 경향 척도(SAPS)가 있다. 이러한 암시적 테스트는 2018년 연구에서 어린이와 청소년의 스마트폰 및 인터넷 중독을 측정하는 수단으로 검증되었다.

## 영향

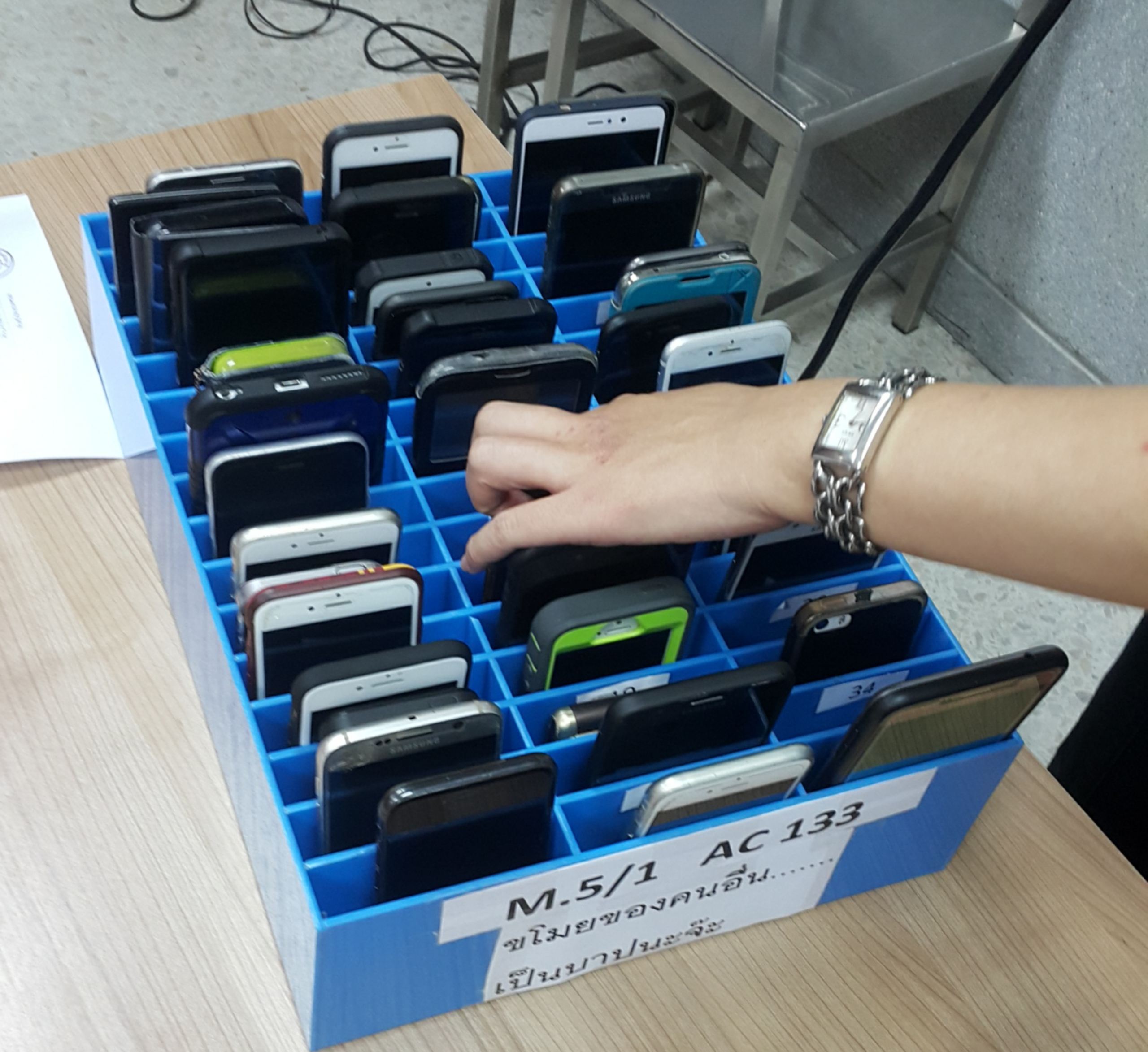
일부 학교에서 휴대폰 보관함을 통해 수업 시간 중 휴대폰 사용을 차단하고 있는 모습

휴대폰의 남용은 정신적, 육체적 건강에 부정적인 결과를 가져올 수 있을 뿐만 아니라 사용자가 사회적으로 상호작용하는 방식에도 영향을 미칠 수 있다.

### 사회적 영향
많은 사람들은 직접 만나서 대화하는 방식 대신 온라인 커뮤니케이션을 사용하고 있다. 2011년에 발표된 연구 결과에 따르면:
- 70%의 사람들은 일어나고 1시간 내로 그들의 휴대 전화를 확인함
- 56%의 사람들은 자기 전에 휴대 전화를 사용함
- 48%의 사람들은 주말에 휴대 전화 전화를 사용함
- 51%의 사람들은 휴가중 휴대 전화에 손을 놓지 못함
- 44%의 사람들은 일주일 이내에 휴대폰을 사용하지 않으면 매우 불안하고 짜증을 느낌[13]

특히 소셜 미디어의 보급에 따라, 대면이 아닌 스마트폰을 활용한 커뮤니케이션이 대세가 되었으며, 현대 사회에서 사회적 의견 표출, 문화 트렌드 형성, 정치적 의사결정에 이르기까지 광범위한 영역에서 중대한 영향력을 발휘하는 가장 중요한 도구가 되었다. 따라서 이러한 현상이 발생한데에는 휴대폰 자체의 영향 뿐만 아니라 이제 디지털 통신을 통해 동일한 장소와 시간에 둘 이상의 현실이 발생할 수 있는 "지속적인 공존"이 가능하기에 생겼다고 미국 심리학자 세리 터클이 말했다.
오레곤 대학의 심리학 교수인 엘리엇 버크먼에 따르면, 휴대 전화를 배움에 따라 얻는 성취와 고립공포감이 스마트폰을 주기적으로 확인하는 습관으로 만들었다 말하고 있다. 버크먼은 이를 "습관은 우리 뇌의 가장 오래되고 신뢰할 수 있는 시스템 중 하나인 강화 학습의 산물이며, 따라서 사람들은 과거에 보상을 받았던 행동을 반복하는 습관을 기르는 경향이 있다"고 설명한다. 많은 사람들에게 알림을 받고 응답할 때 긍정적인 감정이 강화되었기 때문에 휴대폰을 사용하는 것이 즐거웠다고 말하지만, 사람들이 흥미로운 일을 절대 놓치지 말아야 한다는 사회적 압력을 완화하기 위해 종종 스마트폰을 반복해서 확인한다고 말했다. 그는 "스마트폰은 바로 눈앞에 있는 세계가 아닌 다른 세계로 통하는 창 역할을 하고, 우리가 사회에 소속되어 있다는 느낌을 갖도록 도와주기 때문에 지루함으로부터의 탈출구가 될 수 있습니다."고 밝혔으며, 사람들이 휴대폰을 확인하지 않을 때, 이러한 '확인 습관'을 충족시키지 못하거나 놓칠 수 있다는 두려움을 억제하지 못하여 불안과 짜증을 느끼게 된다.
스마트폰의 악영향은 특히 청소년이 고립에 미치는 영향과 사회적, 정서적 발달에 미치는 영향에 대한 우려를 제기했다. 스마트폰을 비롯한 도파민에 노출된 청소년들이 기본적인 독해 능력이 부족하다는 지적이 제기되고 있으며, 스마트폰은 또래간의 대면 사회적 상호 작용을 감소시킬 뿐만 아니라 성인과 대화할 가능성도 감소시키는 등 사회적 상호 작용 능력을 저해시키는 원인이 되었다. 에디스 코완 대학교의 렐리아 그린 박사가 진행한 연구에서 연구원들은 "전자 기기의 사용이 증가함에 따라 어린이들의 삶이 점진적으로 디지털 식민지가 되어 젊은 성인들의 상호작용이 재편되고 있다"는 사실을 발견했다. 소셜 미디어, 모바일 동영상 공유, 메신저를 통한 비대면 상호 작용의 증가로 인해 대면 상호 작용을 하는 비율이 감소했습니다. 비평가들은 이러한 변화의 가장 큰 우려는 청소년들이 건설적인 사회적 상호작용과 정서적 실천을 스스로 억제하고 있다는 점이라 말한다.
다른 연구들은 스마트폰 사용이 긍정적인 영향을 끼켰다고 밝혔다. 스마트폰 존재가 사회적 스트레스에 대한 반응을 변화시켰는지에 대한 연구에는 20세 전후의 남성과 여성 148명이 참여했으며, 이 연구 결과에서 사회적 배제 스트레스 요인에 노출되고 알파-아밀라제(sAA) 스트레스 호르몬 수치를 측정한 결과 더 높은 수치가 나타났다. 전화 접속이 없는 그룹에서 sAA와 코티솔 의 비율은 스마트폰을 사용하지 않더라도 스마트폰이 있으면 사회적 배제의 부정적인 영향을 줄일 수 있음을 시사했다.

## 같이 보기
- 게임 과몰입
- 노모포비아
- 인터넷 과몰입